# Jagodovo
Jagodovo (bulgariska: Ягодово) är ett distrikt i Bulgarien.   Det ligger i kommunen obsjtina Rodopi och regionen Plovdiv, i den centrala delen av landet, 140 km sydost om huvudstaden Sofia.
Trakten runt Jagodovo består till största delen av jordbruksmark. Runt Jagodovo är det ganska glesbefolkat, med 50 invånare per kvadratkilometer.